# シパリア行政区
シパリア行政区（シパリアぎょうせいく、英語: Borough of Siparia）は、トリニダード・トバゴの行政区である。首府はシパリア。
シパリア地域自治体（シパリアちいきじちたい、英語: Siparia）として設立された。2023年6月9日に行政区の地位が与えられ、シパリア行政区となった。

## 隣接行政区画
- ペナル＝デベ地域自治体
- ポイント・フォーティン行政区